# Нові Месники (команда)
«Нові Месники» (англ. The New Avengers) — вигадана команда супергероїв з коміксів американського видавництва Marvel Comics. На цей час Нові Месники з'явилися в двох серіях коміксів: The New Avengers Vol. 1: січень 2005 — квітень 2010 і The New Avengers Vol. 2: 2010 — теперішній час. Творці — Браян Майкл Бендіс і Девід Фінч.

## Історія публікацій

### 2005—2010
Нові Месники є спін-оффом серії коміксів Marvel про команду супергероїв під назвою Месники. Перший випуск був написаний Браяном Майклом Бендісом і намальований Девідом Фінчем і з'явився в січні 2005 року. Фінч намалював перші шість випусків серії та номери з 11 по 13. Над рештою номерів працювали художники Стів МакНівен, Лейн Френсіс Ю, Біллі Тан і Стюарт Іммонен.
У рамках серії команда не була названа Новими Месниками; відкололася група Месників, не згодних з кампанією федеральної реєстрації супергероїв і вважають себе справжніми Месниками початку протистояти уряду і зібралася в дочірній серії коміксів під назвою Mighty Avengers, запущеної на початку 2007 року, які теж були витіснені урядом і незабаром з'єдналися в серії Dark Avengers, яка була запущена в кінці 2008 року.
До кінця першого тому серії команда Нових Месників складалася з Люка Кейджа, Росомахи, Людини-павука, Міс Марвел, Капітана Америки (не Стіва Роджерса, який на той момент вже був мертвий, а його колишнього напарника Бакі Барнса), Переспівника, Жінки-павук, а лідером команди став Соколине Око. Автор Брайан Майкл Брендіс у своєму інтерв'ю сказав, що вони є справжніми, справжніми Месниками, бо Капітан Америка сказав їм це перед своєю смертю; це твердження повторюється, коли команда, вважаючи, що імовірно мертвий Стів Роджерс насправді живий, намагається знайти його. Людина-павук говорить, що якщо Капітан Америка повернеться в команду, то вони знову зможуть назвати себе Месниками.
Перший том серії закінчився з виходом The New Avengers #64 (квітень 2010) і додатковим випуском New Avengers: Finale one-shot.

### 2010—теперішній час
У березні 2010 року Marvel оголосила про те, що серія буде відновлена в червні 2010 року в рамках ребрендингу проєкту. Станом на перший випуск відновленої серії команда складається з Люка Кейджа, Міс Марвел, Залізного Кулака, Істоти, Росомахи, Шпигунки, Переспівника і Людини-павука. Росомаха і Людина-павук будуть працювати як на основну команду Месників, так і на Нових Месників.